# Mario Piantelli
Mario Piantelli (Pino Torinese, 2 giugno 1943) è un indologo e storico delle religioni italiano.
Si è laureato nel 1966 presso l'Università di Torino in "Diritto pubblico romano", discutendo una tesi su "Mos e Ritus nella più antica esperienza romana". 
Successivamente, il suo campo di indagine si è rivolto verso la storia del pensiero e della cultura indiana, con particolare riguardo al pensiero filosofico-religioso del Vedānta. Ha soggiornato quindi in India studiando il sanscrito. 
Nel 1974 ha ricoperto il ruolo di professore incaricato di "Religioni e filosofie dell'India e dell'Estremo Oriente" dove è succeduto a Oscar Botto. Nel 1978 è subentrato a Lakshmanprasad Mishra nella cattedra di "Religioni e Filosofie dell'India" dell'Università di Venezia. 
Nel biennio 1974 e 1975 è stato "Official Guest" del Ministero dell'Istruzione in India e nel 1989 è stato designato quale rappresentante dell'Europa Occidentale nel direttivo della "Society for the Studies in Indian Philosophy", società nata a seguito del relativo congresso internazionale tenutosi a Delhi nello stesso anno. 
Dal 1982 è professore ordinario di Religioni, filosofie e culture dell'India e dell'Estremo Oriente, presso l'Università di Torino. 
È stato "visiting professor" all'École Pratique des Hautes Études, "Section des sciences religieuses", di Parigi e all'Istituto Orientale di Napoli. 
È tra i soci fondatori dell'International Association of Sanskrit Studies (sezione italiana) ed è membro dell'Istituto Italiano per l'Africa e l'Oriente. 

## Opere
- Sankara e la rinascita del Brahmanesimo. Esperienze, Fossano, 1974.
- Îçvaragîtâ o "Poema del Signore". Battei, Parma, 1980.
- Aforismi e discorsi del Buddha: prefazione e scelta dei testi. Tea, Milano, 1988.
- Il poema di Sankara (Srisankaracaryacarita). Promolibri, Torino, 1994.
- Hinduismo e buddhismo: due Assoluti allo specchio. Istituto della Enciclopedia Italiana, Roma, 1996.
- Le preghiere del mondo, un'antologia delle più belle invocazioni a Dio, dai popoli privi di scrittura fino ai nostri giorni (a cura di). San Paolo, Cinisello Balsamo, 1998.
- "Religione" e "religioni" nel mondo indiano (pagg. 5-16); La "religione" vedica (pagg. 17-48); Lo Hinduismo I. Testi e dottrine (pagg. 49-131); Il Buddhismo indiano (pagg. 276-368), in Storia delle religioni, a cura di Giovanni Filoramo, vol. IV, Religioni dell'India e dell'Estremo Oriente. Laterza, Roma-Bari, 1996.
- Il buddhismo indiano, in Buddhismo a cura di Giovanni Filoramo. Bari, Laterza, 2001.
- "Religione" e "religioni" nel mondo indiano, La "religione" vedica (pagg. 17-48); Lo Hinduismo I. Testi e dottrine, in Hinduismo, a cura di Giovanni Filoramo. Bari, Laterza, 2002.

| Controllo di autorità | VIAF (EN) 29660380 · ISNI (EN) 0000 0001 0883 7591 · SBN CFIV037009 · LCCN (EN) nb90983644 · GND (DE) 1051937612 · BNF (FR) cb12820197q (data) |